# سيوان
سيوان أو سوان  هي إحدى  البلدات المغربية بمنطقة الريف  تابعة لدائرة أكنول جماعة اجبارنة. سكان هذه البلدة أمازيغ أبا عن جد  يتكلمون اللغة الريفية. يطلف اسم سوان ) (أو اسوان باللغة الأمازيغية) على النسر أو الباز من أشهر  رجال هذه البلدة  علال اموحند.  تنتمي هذه البلدة  لفبلة اكزناية  فرعية أولاد حدو  التي  تتكون من سوان وتزروتين وامسون ولخناق وازراولة والسلقية البيضة وارشيدين. هؤلاء هم أولاد حدو الذي ينتمي اليهم سوان  تتشكل قبيلة أولاد حد  من عدة عائلة منهم أولاد علال  وأولاد موسى أحمد  أولاد الهادي  والحوجاج واعواجا  واعبوتا  واعبسلما  وهناك اقليات  وافدة على البلدة مثلا   لمعلمين أو رمعجمين  بالامازيغية.